# 瓠子
瓠子（学名：Lagenaria siceraria var. hispida）为葫芦科葫芦属下的一个变种。与葫芦（原变种）不同之处在于：子房圆柱状；果实粗细匀称而呈圆柱状，直或稍弓曲，长可达60-80厘米，绿白色，果肉白色。扁蒲又稱為夜開花，閩南語稱「匏仔」。

## 扩展阅读
- 維基物種上的相關：瓠子